# Liste der Banken in Namibia

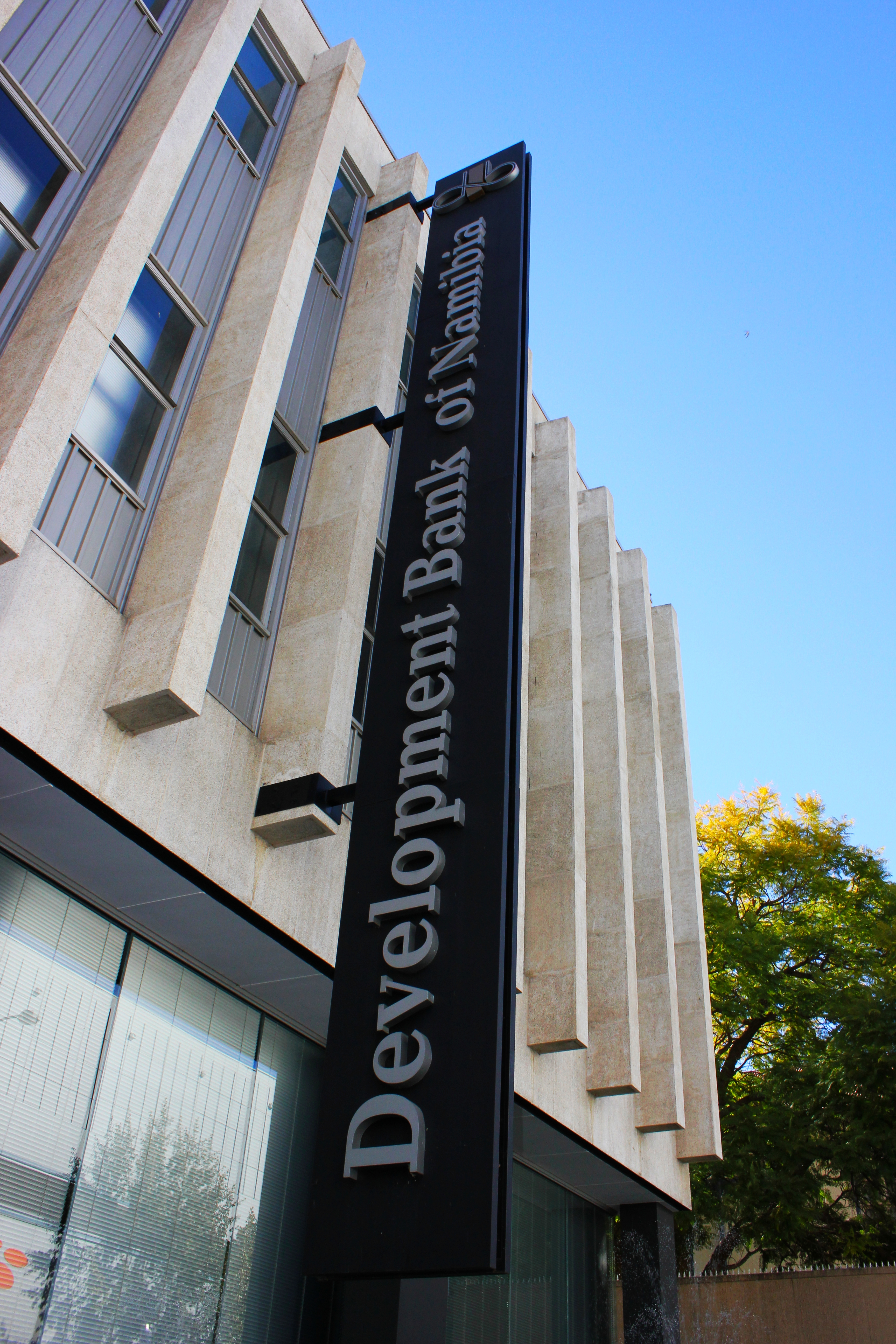
Hauptsitz der Development Bank of Namibia

Dies ist eine Liste der Banken in Namibia.
Alle Banken werden von der Bank of Namibia (BoN) zugelassen und überwacht; im Falle von Finanzeinrichtungen, die keiner Bank entsprechen, von der Namibia Financial Institutions Supervisory Authority (NAMFISA).

## Zentralbank
- Bank of Namibia

## Geschäftsbanken
- Banco Privado Atlantico Namibia[1] (Teil der Banco Privado Atlantico Europa), vorläufige Banklizenz wurde am 16. Juli 2014 erteilt,[2] endgültige Lizenz zum 1. November 2015 erteilt[3]
- Bank BIC Namibia[4] (Teil der Banco BIC Português), vorläufige Banklizenz seit dem 3. Oktober 2014[5], endgültige Banklizenz am 1. Juni 2016 erhalten
- Bank Windhoek
- FNB Namibia
- Letshego Bank Namibia, vorläufige Banklizenz wurde am 16. Juli 2014 erteilt,[2] endgültige Lizenz am 21. Juli 2016
- Nedbank Namibia
- Standard Bank Namibia
- Trustco Bank Namibia, ehemals FIDES Bank Namibia

### Eingeschränkte Lizenz
- Absa Bank Namibia[6], hat als Großkundenbank am 10. November 2009 die Geschäfte aufgenommen;[7] keine Lizenz für Privatkundengeschäfte

### Vorläufig
- Access Bank; die nigerianische Bank hatte  2024 eine Lizenz beantragt,[8] die im Oktober 2024 als vorläufig genehmigt wurde[9]

Eine befristete Banklizenz hatten bisher folgenden ausländische Banken erhalten, jedoch haben diese die Geschäftstätigkeit nicht aufgenommen:
- Bank PHB Namibia (Teil der nigerianischen Bank PHB Nigeria), erteilt am 21. August 2009, vorzeitig zurückgezogen am 13. Oktober 2009[10]

### Ehemalig
- EBank[11], vorläufige Bankenlizenz wurde am 1. August 2013 erteilt[12], endgültige Lizenz am 28. Mai 2014. Mitte 2017 von der FNB Namibia übernommen und danach als eigenständige Bank und Marke aufgelöst.[13]
- SME Bank Namibia, als KMU-Bank nach Auflösung des SBCGT[14] mit vorläufiger Banklizenz ab 2. Dezember 2010[15] und regulärem Betrieb seit März 2013 vom namibischen Staat gegründet.[16] Im März 2017 wurde das Bankgeschäft unter Zwangsverwaltung der Bank of Namibia gestellt.[17] Am 11. Juli 2017 wurde die Bank vorläufig[18] und am 29. November 2017 endgültig liquidiert.[19]

## Öffentliche Sonderbanken
- Agricultural Bank of Namibia
- NamPost Savings Bank and Treasury
- Development Bank of Namibia[20]